# Festiwal Gion
Festiwal Gion (jap. 祇園祭 Gion Matsuri) – festiwal w Kioto, związany z chramem shintō Yasaka-jinja, organizowany w ciągu całego lipca. Jego głównym akcentem jest spektakularna parada w dniu 17 lipca. Od 2014 roku na nieco mniejszą skalę jest organizowana druga parada w dniu 24 lipca. Jest to jeden z najbardziej znanych festiwali w Japonii.

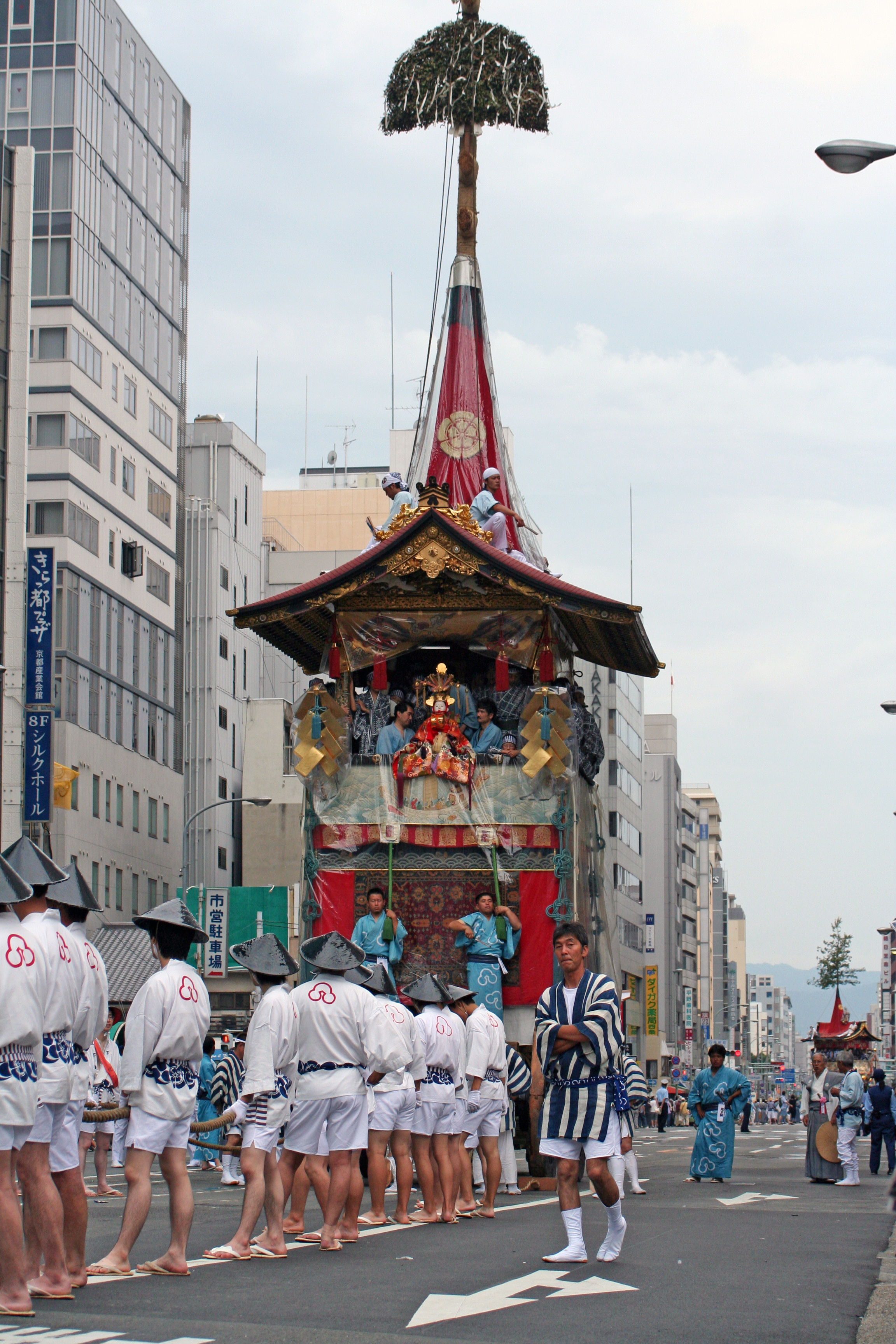
Wóz yamaboko w trakcie parady festiwalu Gion w 2009 r.

Jego niemal nieprzerwana tradycja sięga roku 869, kiedy we wsi Gion (obecnie dzielnicy Kioto) ustawiono 66 halabard hoko, które miały odstraszyć złe moce sprowadzające zarazę. Działania związane z zabobonem powtarzano przy okazji pojawiania się epidemii, a od 1124 roku stały się one coroczną tradycją. Halabardy otrzymywały coraz bogatsze zdobienia. Pojawiły się również wozy, na których eksponowano świątynne dzieła sztuki.
Współcześnie wydarzenia festiwalowe trwają przez cały lipiec. Parada składa się m.in. z ok. 30 wozów/platform nazywanych: hokodashi, yamaboko, w skrócie hoko (halabarda). Podzielona jest na dwie części, które odbywają się 17 i 24 lipca. Odbywają się w asyście kapłanów i uroczyście ubranych uczestników. Każdy festiwalowy wóz, zdobiony rzeźbami, gobelinami, czy obrazami, ma kilkudziesięcioosobową załogę. Hoko osiągają wysokość nawet 25 metrów.